# Cindy Blackman Santana
Cindy Blackman (Yellow Springs, 1959. november 18. –) amerikai dzsesszdobos, zenekarvezető.
2010. július 9-én Carlos Santana megkérte Cindy Blackman kezét egy koncerten, a színpadon − közvetlenül a dobszólója után. 2010. december 19-én házasodtak össze.

## Pályakép
Régebben sok rossz megjegyzást tettek egyes − szokatlan hangszereken játszó − nőkre. Bármely nő, vagy bárki, aki faji előítéletekkel, súlyelőítéletekkel, frizurakérdésekkel néz szembe... ha hagyod, hogy megállítsanak a véleményükkel, akkor az egyetlen dolog, amit teszel, az az, hogy magadnak ártasz. Nem akarom  megadni a lehetőségét senkinek, hatalmalmaskodjon felettem.
1959. november 18-án született Yellow Springsben, Ohio államban. Édesanyja és nagymamája klasszikus zenész, nagybátyja vibrafonos volt. Amikor Cindy még kisgyerek volt, édesanyja klasszikus koncertekre vitte. Bemutatkozása a dobokkal hétéves korában történt. Egy barátja házában tartott biliárdpartin meglátott egy dobkészletet, és játszani kezdett. Nem sokkal ezután nem sokkal Blackman már az iskolai zenekarban dobolt.
Blackman a zenészpályát utcazenészként kezdte New Yorkban. Három szemesztert tanult a bostoni Berklee College of Musicban, ahol Alan Dawson tanítványa volt. Az 1980-as években visszatért New Yorkba, ahol saját zenekart szervezett.
Blackman fiatal korában egy baptista gyülekezetbe járt, ám 18 éves korára bahai hívő lett, és a 2000-es években elkezdte Kabbala tanulmányozásását.
1993-ban Blackmannek lehetősége nyílt Lenny Kravitzcal dolgozni. New Yorkból Blackman telefonon beszélt Kravitzcal. Kravitz azonnal megkérte Blackmant, hogy repüljön Los Angelesbe. Ezt követően 18 éven át Kravitz turnédobosaként dolgozott.
Cindy Blackman zenekarvezetőként számos dzsesszalbumot rögzített, és fellépett Pharoah Sandersszel, Sonny Simmonsszal, Ron Carterrel, Sam Riversszel, Cassandra Wilsonnal, Angela Bofillel, Bucketheaddel, Bill Laswellel, Lenny Kravitz-cal, Joe Hendersonnal és Joss Stone-nal.
Olyan zenészekkel is fellépett, mint Jackie McLean, Joe Henderson, Don Pullen, Hugh Masekela, Pharoah Sanders, Sam Rivers, Angela Bofill, Bill Laswell és Buckethead.
1997-ben nyolc szólóalbumot adott ki és felvette a Multiplicity című oktatóvideót. 2009-ben Európában turnézott. 2010 után rendszeresen fellépett Carlos Santana zenekarában.

## Lemezválogatás
- 1992: Code Red és Steve Coleman, Wallace Roney, Kenny Barron, Lonnie Plaxico
- 1992: Arcane és Wallace Roney, Joe Henderson, Kenny Garrett, Larry Willis, Buster Williams, Clarence Seay
- 1994: Telepathy és Antoine Roney, Jacky Terrasson, Clarence Seay
- 1996: The Oracle és Gary Bartz, Kenny Barron, Ron Carter
- 1998: In the Now és Ravi Coltrane, Jacky Terrasson, Ron Carter
- 1999: Works on Canvas és J. D. Allen III, Carlton Holmes, George Mitchell
- 2000: A Lil’ Somethin’ Somethin’ és Kenny Barron, Gary Bartz, Ron Carter, Kenny Garrett, Lonnie Plaxico, Wallace Roney, Clarence Seay, Jacky Terrasson, Buster Williams
- 2001: Someday… és J. D. Allen III, Carlton Holmes, George Mitchell
- 2004: Music for the New Millennium és J. D. Allen III, Carlton Holmes, George Mitchell
- 2010: Another Lifetime
- 2020: Give the Drummer Some
- 2021: Blessings And Miracles és Carlos Santana, Chick Corea, Steve Winwood és Metallica tagok